# Éric Tabarly
Éric Tabarly (24. července 1931 Nantes – 14. června 1998) byl francouzský námořník a jachtař. Často je nazýván otcem francouzského jachtingu. Jeho jachta nesla vždy název Pen Duick. Roku 1980 na své jachtě zlomil Tabarly bezmotorový rekord v překonání Atlantiku, který držel od roku 1905 Charlie Barr. Jeho rekord vzbudil tak veliký zájem, že odstartoval rozmach dálkového jachtaření ve Francii, i proto byl už za rok Tabarlyho rekord překonán Marcem Pajotem. Tabarly zahynul při nehodě na moři, ráhno ho srazilo do vody nedaleko Walesu při cestě do mistrovství Skotska, jeho mrtvé tělo bylo nalezeno pět týdnů poté u irského pobřeží francouzskými rybáři.
V roce 2011 po něm byl pojmenován nový most na Loiře.

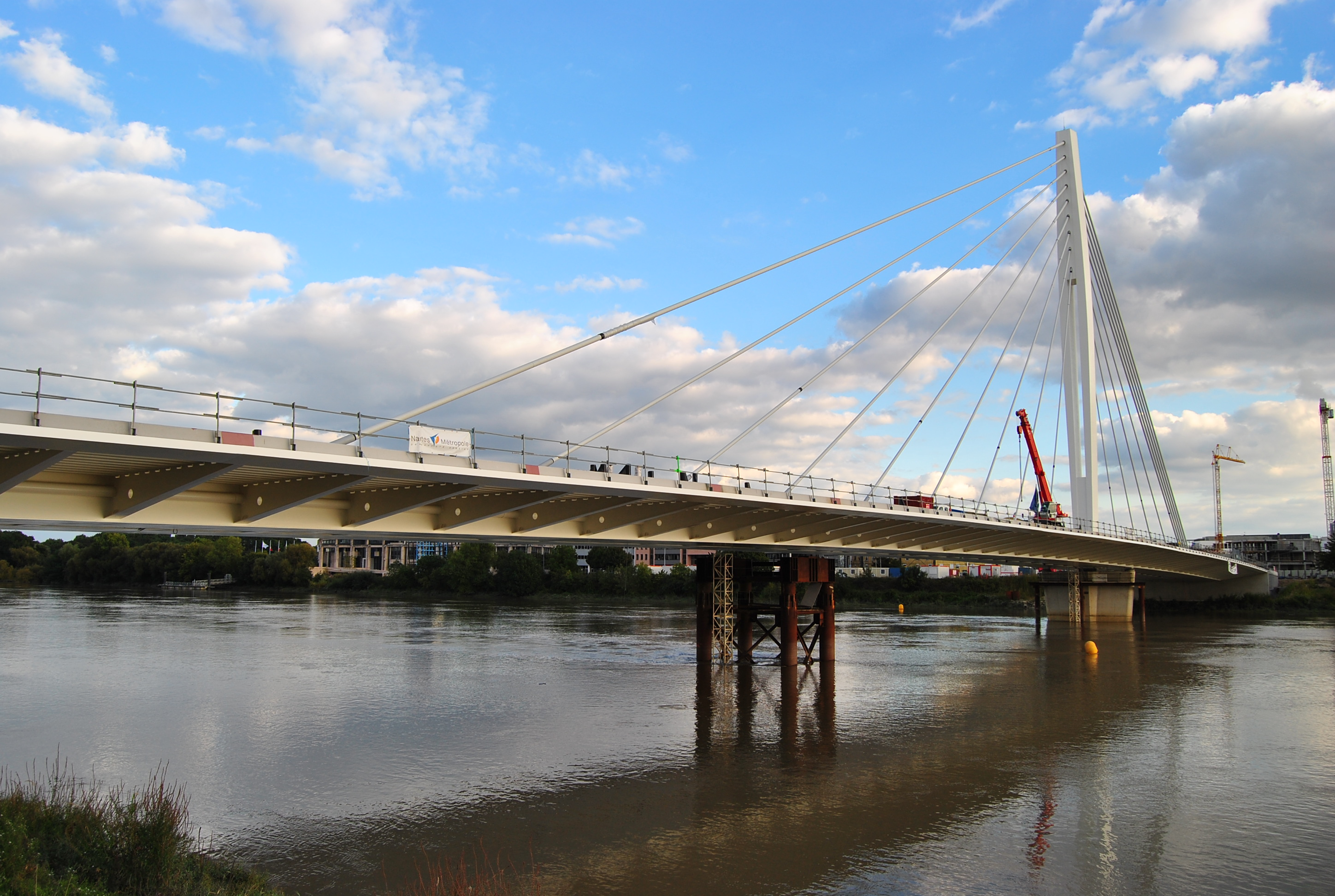
Most Érica Tabarlyho